# CDMA2000
1XRTT (Single-Carrier Radio Transmission Technology) ou CDMA 2000 é um sistema que surgiu para fornecer aos usuários um acesso pelo terminal móvel com uma taxa de 144 kbps, visto que os sistemas anteriores como o IS95 A e B atinge taxas na ordem de 14,4 kbps à 64 Kbps, o que acaba limitando-os a prover determinados serviços relacionados a rede.
Utilizando a tecnologia CDMA,  o sistema 1XRTT também é conhecido como 2,5G.
O CDMA 2000 vem de uma família de padrões de telefonia móvel 3G que usa CDMA, um esquema de acesso múltiplo para redes digitais, para enviar voz, dados e sinalização (como um número telefónico marcado) entre telefones celulares e estações base. Esta é a segunda geração da telefonía celular digital IS-95.
O CDMA 2000 tem, relativamente, um histórico técnico grande, é compatível com os antigos padrões que usam CDMA (como cdmaone), desenvolvidos pela Qualcomm, empresa proprietária de várias patentes internacionais sobre tecnologia.
Os padrões CDMA2000 são 1x, 3x, EV-DO e EV-DV, padrões estes que são interfaces aprovadas pelo ITU ITM-2000 e um sucessor direto da 2G CDMA, IS-95 (cdmaOne). CDMA2000 é padronizado por 3GPP2.
CDMA2000 é uma marca registada da Telecommunications Industry Association (TIA-USA) nos Estados Unidos, no do termo genérico CDMA. (Similarmente Qualcomm batizou e registou o padrão 2G basado em CDMA, IS-95, como cdmaOne).
Seus principais concorrentes são os outros padrões 3G, como W-CDMA (UMTS).
Existe o questionamento sobre a possibilidade de se considerar o sistema 1XRTT como 3G,  devido algumas semelhanças que este possui em relação ao sistema WCDMA. Na realidade o sistema 1XRTT tem certas restrições e não atende a todas as especificações de um sistema de terceira geração, porém com as futuras gerações EVDO e EV-DV será possível agregar grande parte das específicações do sistemas 3G.
O sistema 1XRTT é voltado para a transmissão de dados na interface aérea pois tudo que trafega entre o terminal móvel e a estação rádio base em uma chamada de dados é encaminhado para os elementos de redes que darão o tratamento específico para aquela chamada de dados.
Há também algumas diferenças para uma chamada de voz pois agora o sistema tem maior capacidade e um handoff melhorado.
Embora o CDMA2000 opere na faixa de 800Mhz; esta tecnologia pode operar em todos os espectros estabelecidos para telecomunicações de tecnologia sem fio, maximizando portanto a flexibilidade para os operadores. Ademais, o CDMA2000 fornece serviços 3G enquanto ocupa uma pequena faixa do espectro (1,23 MHz por portadora).
Bandas operáveis:
- 450 MHz
- 700 MHz
- 800 MHz
- 900 MHz
- 1700 MHz
- 1800 MHz
- 1900 MHz
- 2100 MHz

## Padrões CDMA2000
CDMA2000 1x
Se trata do núcleo do padrão de interface sem fio do CDMA2000, é conhecido também por 1xRTT (1 times Radio Transmission Technology), IS-2000 e CDMA2000. É usado para detectar a versão do CDMA2000, opera com um par de canais de 1,25MHz, quase duplicando a capacidade de voz comparando-se com a IS-95.
Mesmo sendo capaz de suportar altas velocidades de dados, a memória de desenvolvimento está limitada a uma velocidade de pico de 144Kbps. Na verdade, o 1xRTT é considerado por muitos como sendo 2,5G ou 2,75G, mesmo tendo seua denominação como 3G. Isto permitiu que a tecnologia fosse implementada nas frequências de espectro da 2G em alguns países, limitando os sistemas 3G em certas bandas.
As principais diferenças da sinalização entre IS-95 e IS-2000 são: uso de apenas uma senha piloto sobre o link reverso do IS-2000, que permite o usa de uma modulação coerente e 64 canais mais o de tráfego sobre o link direto de maneira ortogonal ao set original. Algumas mudanças também foram feitas na camada de enlace de dados para permitir o melhor uso dos serviços de dados, como protocolos de controle de acesso e controle de QoS, diferente do IS-95 que não tem nenhuma dessas características e a camada de enlace basicamente contaria um "melhor esforço" na entrega dos pacotes.
Os utilizadores do 1x nos EUA são Verizon Wireless, Sprint PCS, Alltel e US Cellular.
CDMA2000 3x
O 3x usa um par de canais de 3,75MHz (3 vezes o 1x e por isso 3x), tudo isso para alcançar maior velocidade de dados. A versão 3x do CDMA é algumas vezes referida como Multi-Portadora ou "MC(multi-carrier)". Essa versão ainda não foi implementada e não está em desenvolvimento atualmente.
CDMA 2000 - 1xEV-DO
Originalmente conhecida como 1x Evolution-Data Only ou apenas como "DO", é uma evolução do 1x com velocidade de dados altíssima, onde o link forward é multiplexado por divisão do tempo. Este padrão de interface 3G foi denominado de IS-856.
Suporta velocidade de dados de até 3,1Mbps para Down e 1,8Mbps para Up em um canal de radio dedicado a transportar pacotes de dados de alta velocidade. Primeiramente foi desenvolvido no Japão, tendo a continuidade de seu desenvolvimento nos EUA desde 2006 e hoje em dia já apresenta taxas de Download de 2,5Mbps e um pico na velocidade de dados no enlace de Upgrade de 154Kbps.
Verizon Wireless, Sprint Nextel Corporation, Bell Canadá e TELUS são as empresas que bê, implementando o DO nos EUA, e Alaska Communicatiosn Systems (ACS) está implementando o DO nos principais centros de população do Alaska. No México, a companhia Lusacell tem implementado o DO sob o nome de Lusacell BAM. Na Venezuela a companhia estatal Movilnet oferece desde 2006 a tecnologia. No Equador a Telecsa S.A. com sua marca comercia Alegro é quem incorpora a tecnologia.
A operadora japonesa KDDI usa a marca "CDMA 1X WIN" para sua rede CDMA2000 1xEV-DO, mas isso é somente uma referência criada para antigas promoções de marketing.
CDMA 2000 - 1xEV-DV
O nome vem de Evolution-Data/Voice, suporta uma velocidade de dados no enlace de Download de até 3.1Mbps e 1,8Mbps no link de Upload. Também pode suportar uma operação
conjunta de usuários de voz 1x, usuários de dados 1x e usuários de alta velocidade 1xEV-DV no mesmo canal de rádio.
Em 2005 a Qualcomm deteve os desenvolvimento da EV-DV até um novo aviso, devido a falta de interesse por parte das operadoras, sobre tudo porque Verizon e Sprint estão usando EV-DO.